# Kirby Star Allies
Kirby Star Allies är ett plattformsspel utvecklat av HAL Laboratory och utgivet av Nintendo till Nintendo Switch. Spelet släpptes internationellt 16 mars 2018 och fokuserar på att Kirby kan samla ihop ett lag på upp till fyra karaktärer. Dessa kan hjälpa honom att övervinna hinder och göra nya manövrar.